# Guilty All the Same
Guilty All the Same is een nummer van de Amerikaanse alternatieve-rockgroep Linkin Park. Het is geschreven door Chester Bennington en Mike Shinoda en geproduceerd door Shinoda en Brad Delson voor het zesde studioalbum The Hunting Party dat 13 juni 2014 uitkomt. Het nummer is een samenwerking met de Amerikaanse rapper Rakim, de helft van Eric B. & Rakim uit de gouden eeuw van de hiphop. Er bestaat ook een radioversie zonder Rakims couplet.

## Compositie
Het nummer bevat een lange instrumentale introductie met invloeden uit de powermetal en wordt gedreven door agressieve getunede gitaren en drums met leadzanger Chester Bennington primare, melodische, harde zang en gastrapper Rakim die zijn eigen couplet rapt over een door nu-metalbeïnvloede brug. Het nummer is een van de weinige nummers die een gitaarsolo bevat. Alleen Bleed It Out, Shadow of the Day, In Pieces en The Little Things Give You Away, allen van het derde studioalbum Minutes to Midnight afkomstig bevatten gitaarsolo's. De solo op Guilty All the Same lijkt ook op de solo die gitarist Brad Delson tijdens liveversies van Faint speelt. Daarnaast bevat de nieuwe single een nu-metal en een rapmetalstijl dat lijkt op de eerste twee albums Hybrid Theory en Meteora. De radioversie laat de raps van Rakim weg en kort de introductie in.

## Release
Maandag 3 maart uploadde de band een filmpje van 22 seconden met daarin een gedeelte van het nummer waarvan toen nog niet bekend was waar het afkomstig van was. Het toonde wel de zware hardrockkarakter. Op dinsdag bekende zanger Chester Bennington via Twitter dat donderdag een grote bekendmaking gepland stond. Vanaf 4 uur 's nachts Nederlandse tijd werd een link beschikbaar gesteld naar de nieuwe single op de muziekherkenningsapp Shazam als men een nummer van de band scande. Op dezelfde donderdag 6 maart werd het nummer naar de Amerikaanse radiostations gestuurd en debuteerde Zane Lowe van BBC Radio 1 het op de Britse radio. Vanaf vrijdag 7 maart was het nummer op download beschikbaar op iTunes en werd de songtekstvideoclip op YouTube gepubliceerd.

## Opname
De keuze op Guilty All the Same viel volgens Shinoda omdat het een goede weergave van de DNA van het album biedt. De harde aard van het nummer wordt verklaard door Shinoda's onvrede met de huidige staat van rockmuziek. De demo's die hij bovendien schreef paste precies in de muziek die op de radiostations te horen was. Omdat hij zulke muziek in feite niet wilde maken, werden er demo's geschreven waar Guilty All the Same een van de resultaten van is. "Het is luider en meer visceraal dan alles wat we recentelijk hebben gedaan".  
Shinoda wilde dat de brug moest opvallen en vond dat een bijdrage van Rakim hier perfect voor zou zijn. Hoewel hij hardop nadacht zonder serieus te zijn, zei de engineer dat hij mensen van Rakim kent en Shinoda en Rakim in contact kon brengen. Shinoda legde later in interviews uit dat Rakim een van zijn idolen is. Hij roemde het couplet van Rakim door diens perfectionisme en oog voor detail, zijn ritmepatroon en het onderwerp van het nummer.

## Ontvangst
De ontvangst van het nummer is vooral positief, zowel vanuit de fanbase als vanuit de pers. De band werd geloofd dat het weer harde rockmuziek maakte, in tegenstelling tot het relatief lichtere werk op Minutes to Midnight, A Thousand Suns en Living Things.
Het nummer wordt een stilistisch vertrek genoemd en wordt omschreven als een "erg agressief", "zwaar", "voortdrijvend" en "boos nummer", "met zware gitaar shredding" en wordt gezien als "de meeste gitaargeladen nummer dat de band in een lange tijd heeft uitgebracht".  Het bevat "knarsende riffs" en "bevat een punkachtige kant" waar Benningtons stem aardig bij past. Examiner noemde het nummer een "fantastische melange van een intstrumentale solo, uitstekende zanglijnen en een geweldige harmonie van Bennington". Het eerste gedeelte, een instrumentale introductie van anderhalve minuut lang, is "mind-numbing".
Het derde couplet met de raps van "zwaargewicht" en "God-MC Rakim", die nog steeds "in topvorm is qua songteksten door zijn vurige, eisende couplet", wordt omschreven als "dodelijk" en "past perfect met een degelijke breakdown op de achtergrond".
Het wordt door de pers omschreven als een terugkeer naar de rap-metalmuziek en de nu-metal uit de hoogtijdagen en is weer de "old-school" manier van Linkin Park.

## Tracklist
Alle muziek en teksten zijn geschreven door Linkin Park. 
| Nr. | Titel                             | Duur  |
| --- | --------------------------------- | ----- |
| 1.  | Guilty All the Same (feat. Rakim) | 05:55 |

## Hitnoteringen
| Land                | Lijst                      | Piek | Bron   |
| ------------------- | -------------------------- | ---- | ------ |
| 2014                |                            |      |        |
| Canada              | Active rock                | 11   | [ 13 ] |
| Canada              | Alternative rock           | 35   | [ 14 ] |
| Duitsland           | Musikmarkt Top 100         | 32   | [ 15 ] |
| Frankrijk           | SNEP Top 100               | 141  | [ 15 ] |
| Oostenrijk          | Ö3 Austria Top 40          | 48   | [ 15 ] |
| Verenigd Koninkrijk | UK Singles Chart           | 138  | [ 16 ] |
| Verenigd Koninkrijk | UK Rock Chart              | 3    | [ 17 ] |
| Verenigde Staten    | Alternative Songs          | 18   | [ 18 ] |
| Verenigde Staten    | Hot Mainstream Rock Tracks | 2    | [ 18 ] |
| Verenigde Staten    | Rock Airplay               | 18   | [ 18 ] |
| Zwitserland         | Schweizer Hitparade        | 50   | [ 15 ] |

Emily Armstrong · Chester Bennington · Rob Bourdon · Colin Brittain · Brad Delson 
Dave Farrell · Joe Hahn · Scott Koziol · Mike Shinoda · Mark Wakefield